# Marino Raicich
Marino Raicich (Fiume, 7 marzo 1925 – Roma, 7 giugno 1996) è stato un insegnante e politico italiano.

## Biografia
Professore di liceo, parlamentare del PCI per tre legislature, direttore del Gabinetto G.P.Vieusseux, è stato un importante intellettuale italiano della fine del Novecento. Da Fiume ha portato con sé due cose nella vita: l'attaccamento alle terra triestina e friulana e l'educazione religiosa avuta nel Collegium Tarcisi. Dedicherà alla scuola triestina uno dei suoi più interessanti saggi e del Collegium Tarcisi porterà con sé, se non la fede, persa a 18 anni, l'etica e un'allegra austerità.
Si è laureato in greco alla Normale di Pisa, dopo aver usufruito di una borsa di studio presso l'Università svedese di Lund (1946-47) e aver discusso, proprio nel 1947, la tesi La dissoluzione dei generi letterari nello sviluppo della tragedia eschilea con il professor Augusto Mancini (nel 1949 sostenne anche una tesi di perfezionamento con Giorgio Pasquali su Elegia e scolio nel Corpus Theognideum). Poi ha insegnato latino e greco al liceo "Galileo" di Firenze; quella esperienza lo porterà a studiare ed approfondire per tutta la vita i problemi della scuola e dell'istruzione. L'originalità dei metodi delle sue ricerche consiste principalmente nel fatto che, accanto agli studi pedagogici già inoltrati in Italia, pose particolare attenzione alla storia della scuola come istituzione, esaminando il rapporto tra essa e il contesto sociale, culturale e politico e documentandosi per dare una memoria tangibile alla storia della scuola italiana, effettuando ricerche sia a livello archivistico (Archivio Centrale dello Stato, Indagine Scialoja,  Archivi comunali) che biografico (Ministri, Provveditori,  Ispettori, Segretari del Ministero della Pubblica Istruzione).
Quando nel 1968 è eletto deputato per il PCI, è nella commissione Istruzione che profonde il suo impegno e la sua scienza. Danno testimonianza della sua opera il volume La riforma della scuola media superiore edita nel 1973 dagli Editori Riuniti e il suo ingresso, nei primi anni Novanta, nella collana Fonti per la storia della scuola”, un progetto editoriale dell'Archivio Centrale dello Stato per l'edizione di documenti riguardanti l'evoluzione dell'istruzione in Italia a partire dalla seconda metà dell'Ottocento, oltre che i saggi che dopo la morte saranno pubblicati per iniziativa di sua moglie, Antonietta Pintor (sorella dei giornalisti Luigi e Giaime) e della storica e scrittrice Simonetta Soldani.

## Storie di scuola da un'Italia lontana
Storie di scuola da un'Italia lontana è un'opera postuma di Marino Raicich, pubblicata nel 2005 dall'Archivio Guido Izzi, a cura di Simonetta Soldani. Raccoglie le ultime volontà di Raicich che, utilizzando fonti storiche ufficiali, aveva oramai focalizzato la sua attenzione sulle realtà scolastiche locali, sulla struttura delle società periferiche e sulle sue problematiche, in particolare riguardanti la disomogeneità e la difficoltà nel formare un'identità e delle tradizioni condivise, parallelamente a una diffusa resistenza all'innovazione.

## Opere
- Scuola, cultura e politica da De Sanctis a Gentile, Nistri-Lischi, Pisa, 1981
- Inchiesta Scialoja sulla istruzione secondaria maschile e femminile, Ministero per i Beni Culturali e Ambientali, Roma, 1995
- Di Grammatica in Retorica. Lingua, scuola, editoria nella Terza Italia, Archivio Izzi, Roma, 1996
- Storie di scuola da un'Italia lontana, Archivio Izzi, Roma, 2005 (a cura di Simonetta Soldani).

## Archivio e biblioteca personale
La Biblioteca di Area Umanistica dell'Università degli studi di Siena conserva il "Fondo Marino Raicich", comprendente ca 12000 volumi, estratti (ca 230 raccoglitori) e l’archivio (ca 200 scatole e buste) composto da fascicoli e cartelle con saggi manoscritti, buste di corrispondenza (tra le quali quelle con il Gabinetto Vieusseux e con l'Istituto Gramsci), cartelle di appunti, la tesi di laurea e carte e appunti relative all'attività parlamentare.
Il fondo è stato donato dallo stesso Marino Raicich alla Biblioteca della Facoltà di lettere e filosofia di Siena nel maggio 1996.